# Ricerca empirica

Ciclo empirico secondo Adriaan de Groot

Con il termine ricerca empirica (dal greco εμπειρια, ovvero esperienza), in filosofia — e non solo —, s'intende un tipo di ricerca che basa le conclusioni sull'osservazione diretta o indiretta dei fatti. Lo studio di questo metodo di ricerca parte sempre da un fenomeno e si sviluppa con una analisi successiva ai fatti.
L'osservazione è dunque la prova della realtà: da essa il ricercatore ricava le proprie deduzioni e su di essa basa i test. La ricerca può basarsi anche su un modello ipotetico-deduttivo (in Inglese hypothetico-deductive model), come ha dimostrato lo statistico britannico Ronald Fisher, che ha inoltre applicato la ricerca empirica alla matematica. L'applicazione in psicologia è invece dovuta a studiosi quali il polacco Julian Ochorowicz.
Importante è inoltre la capacità di osservare in base all'esperienza (chiamata εμπειρια). Dall'osservazione e dall'esperienza il ricercatore infatti trae spunti per confermare o condannare una teoria: questi spunti possono essere precedenti alla sperimentazione (testing), sperimentali o quasi sperimentali. Partendo da essi, lo studioso può comprendere la teoria del ricercatore e individuarne i motivi della sua validità.

## Schema esplicativo
Di seguito, il ciclo empirico teorizzato dallo psicologo olandese Adriaan de Groot:
- Osservazione (observation):
  - Ricerca in base all'esperienza
  - Individuazione degli spunti
  - Formulazione della teoria (hypotesis)
- Induzione (induction):
  - Continua la formazione della teoria
- Deduzione (deduction):
  - Deduzione delle conseguenze della teoria prima del test
- Test (testing):
  - Testazione della validità della teoria
- Valutazione (evalutation):
  - Conclusioni - nuovi spunti/nuova teoria.